# Under Color Removal
En impressió per quadricromia, Under Color Removal, eliminació del color subjacent en anglès o UCR, és un mètode especial de separacions de color. Redueix la quantitat de tinta als grisos neutres de la imatge que contenen els tres colors primaris cian, magenta i groc, substituint-los per negre. D'aquesta manera es redueix el consum de tintes i es millora la qualitat de la imatge en disminuir el grau total de cobertura de tinta. A diferència de la tècnica GCR, que s'aplica a tot el rang tonal de la imatge, se sostreu un percentatge igual de cada un dels components CMY de la imatge en els valors tonals mitjos de la mateixa).